# Râul Poiana Mare
Râul Poiana Mare este un curs de apă, afluent al râului Sărăcinești. 